# Offerta pubblica di vendita
Un'offerta pubblica di vendita (OPV, spesso in lingua inglese IPO, Initial Public Offering) consiste in un'offerta irrevocabile di azioni di una società rivolta al pubblico: una società decide di vendere, a determinate condizioni, parte della proprietà mediante collocamento di quote nel mercato regolamentato.
La disciplina dell'OPV risponde a molteplici obiettivi, quali la parità di trattamento degli investitori, la trasparenza dell'operazione, la correttezza dell'informazione e la tutela del risparmio (realizzata mediante appositi prospetti informativi).
La disciplina dell'OPV si applica alle società che desiderano, mediante quest'operazione, accedere al mercato borsistico.